# Nilis flygplats
Nilis flygplats (dari: فرودگاه نیلی) är en flygplats i den centrala delen av Afghanistan. Den ligger i provinsen Daykondi, nära provinshuvudstaden Nili i distriktet Nili.